# BOTH (映画)
『 BOTH 』（ 原題： BOTH ）は、2005年に製作されたアメリカ・ペルーの映画。

## キャスト
- レベッカ
- ボブ：マイク・マルティネス

## 上映
- 2006年（第2回）関西クィア映画祭（7月23日）[1]
- 2008年関西クィア映画祭　秋の上映会『BOTH〜インターセックスとバイセクシュアル』（11月22日）[2]
- 2009年（第5回）香川レインボー映画祭（10月11日）[3]